# 鞍田朝夫
鞍田 朝夫（くらた あさお、1948年4月7日 - ）は、日本のアナウンサー、実業家。元北日本放送（KNB）常務取締役、元ケイエヌビィ・イー（KNB*E）代表取締役社長。

## 来歴・人物
富山県高岡市太田生まれ。
高岡市立太田小学校、高岡市立伏木中学校、富山県立氷見高等学校卒業。
1972年（昭和47年）に早稲田大学法学部を卒業し、朝日放送（ABC）へ入社。植草貞夫に師事し、主にスポーツアナウンサーとして活動していたが、家庭の事情により1976年（昭和51年）4月に退社。5月にKNBへ入社。スポーツ中継実況のほか、クイズ番組の司会、ニュースキャスターなどを担当。ローカル番組のみならず、全国ネット番組も担当した。30代（1980年頃）の当時は「越中のアラン・ドロン」を自称していたこともあった。1995年（平成7年）3月を最後にアナウンス職から離れる。
2000年（平成12年）7月営業局高岡支社長へ就任。2002年（平成14年）6月からは取締役およびKNB*E取締役へ就任。2003年（平成15年）6月からはKNB常務取締役営業局長となり、2006年（平成18年）3月からはKNB常務取締役放送本部長、2007年（平成19年）6月からはKNB常務取締役放送本部長兼放送本部報道制作局長、2008年（平成20年）3月からはKNB常務取締役放送本部長をそれぞれ歴任。また、2008年4月からはKNB*E代表取締役社長も務めた。
KNB退社後の2010年（平成22年）4月より、KNBアナウンサーの先輩・広瀬正一から引き継ぎ、富山県民会館内で開講する話し方教室の講師として活動。

## 担当番組
ABC時代
- 全国高校野球選手権大会中継（ラジオorテレビ）[2]
- プロ野球中継（ラジオorテレビ）[2]

KNB時代
- ビバ!クイズ（テレビ）[2][10]
- ズームイン!!朝!（テレビ。日本テレビ系列全国ネット）[2][6]
- KNBニュースプラス1（テレビ）[2]
- Mアラベスク（ラジオ）[2]
- 夜のオープンスタジオ（ラジオ）[2]
- 青春キャンパス（ラジオ。NRN系列全国ネット）
- スポーツ中継
  - 高校野球中継[2]
  - 高校サッカー中継[2]

## 雑誌寄稿
- 記録と継承の「ブックレポート」――番組活字化への取り組み（『月刊民放』2007年12月号）